# Нав'язливий сон
Нав'язливий сон — трилер 2000 року.

## Сюжет
Уже настав ранок, але Ед, викладач літератури в місцевому коледжі, ніяк не може заснути. Напередодні ввечері його дружина Єва не повернулася додому. Ед дзвонить кращій подрузі Єви, у лікарню, а згодом у поліцію..